# 国立教育広播電台
國立教育廣播電台（英語：National Education Radio，NER）中華民国教育部が運営する放送局。

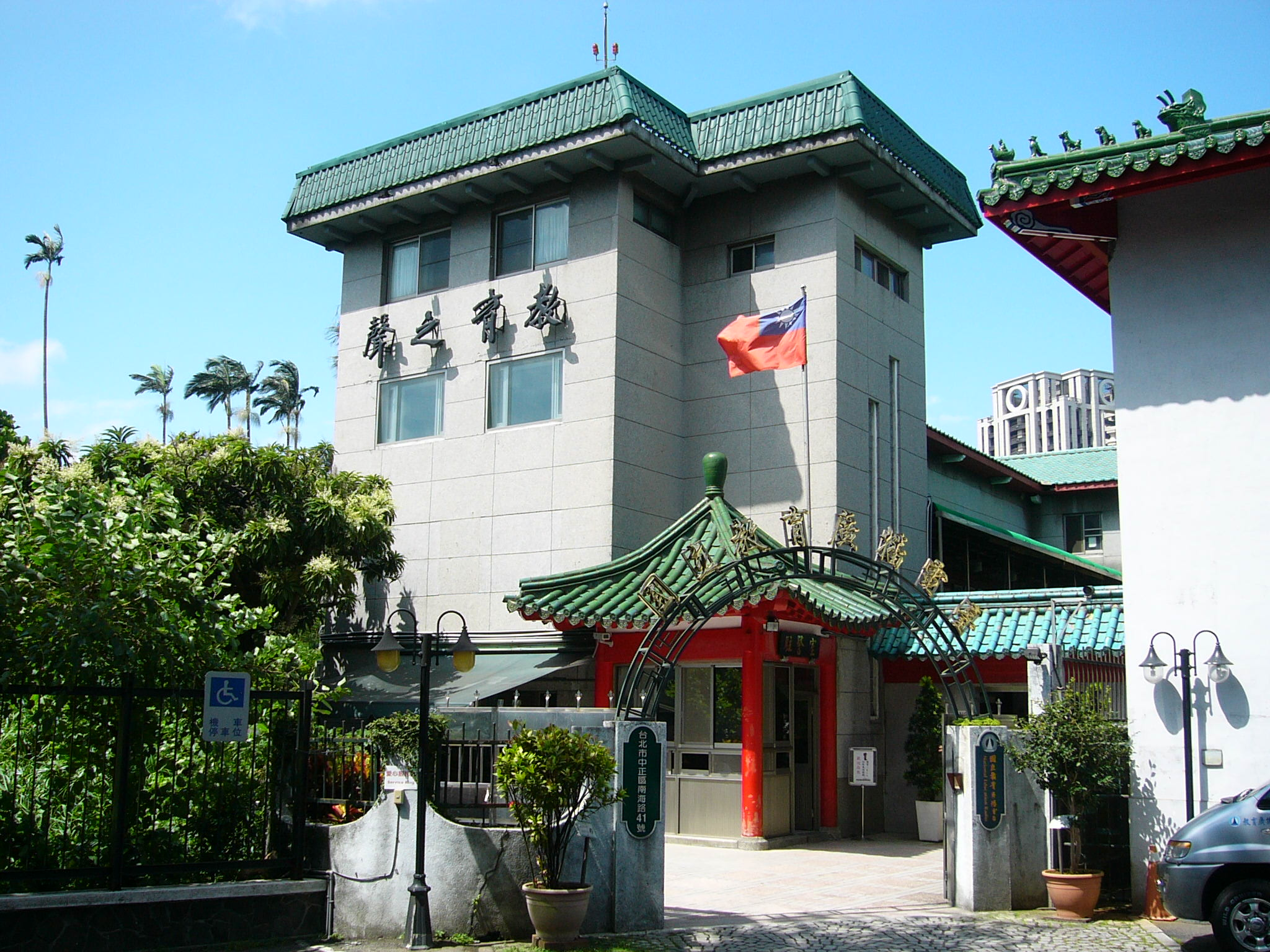
教育広播電台總台

## 所在地
- 中華民国10066台北市中正区南海路41號

## 沿革
- 1958年2月14日 - 設立。
- 1960年3月29日 - 開局。
- 1973年12月19日 - FM放送開始。
- 1984年2月15日 - 彰化分台開局。
- 1987年6月15日 - 高雄分台開局。
- 1987年12月16日 - 教育電台出版「教育廣播網」年刊。
- 1988年9月30日 - 台東分台及び花蓮分台開局。
- 1992年8月25日 - 宜蘭中継局開局。
- 1994年3月1日 - 苗栗中継局開局。
- 1994年9月1日 - 24時間放送になる。
- 1996年3月11日 - 澎湖中継局開局。
- 1998年6月15日 - 台南中継局開局。
- 2003年6月30日 - 金門中継局開局
- 2003年7月7日 - 恒春中継局開局。

## 放送局
- 台北總台
- 彰化分台
- 高雄分台
- 台東分台
- 花蓮分台

## 周波数
- 台北総台
  - 台北：FM101.7MHz/AM1494KHz
  - 基隆中継局：FM100.1MHz
  - 金門中継局：FM88.9MHz
  - 宜蘭中継局：FM103.5MHz
- 彰化分台
  - 彰化：FM103.5MHz
  - 南投：FM98.1MHz
  - 苗栗：FM103.9MHz
- 高雄分台
  - 高雄：FM101.7MHz
  - 台南：FM107.7MHz
  - 恆春：FM99.3MHz
  - 澎湖一網：FM99.1MHz
  - 澎湖二網：FM105.3MHz
  - 高雄壽山：FM101.7
- 台東分台
  - 台東一網：FM102.9MHz
  - 台東二網：FM100.5MHz
  - 台東卑南一網：FM102.9MHz
  - 台東卑南二網：FM100.5MHz
- 花蓮分台
  - 花蓮一網：FM103.7MHz（教学網）
  - 花蓮二網：FM97.3MHz（文化網）
  - 玉里一網：FM100.3MHz（教学網）
  - 玉里二網：FM88.9MHz（文化網）
- その他
  - 馬祖中継局：FM91.5MHz